# Giacomo Kern
Giacomo (al secolo Franz Alexander) Kern (Vienna, 11 aprile 1897 – Vienna, 20 ottobre 1924) fu un canonico premostratense austriaco, beatificato da papa Giovanni Paolo II nel 1998.

## Biografia
Nato in una famiglia di modeste condizioni, nel 1912 fece voto privato di castità ed entrò nel terz'ordine secolare di San Francesco.
Fu chiamato a prestare servizio militare nel 1915 e assegnato al reggimento di fanteria di Salisburgo; passò poi al reggimento dei cacciatori imperiali e frequentò il corso per ufficiali a Vöcklabruck, dove iniziò a frequentare il convento delle Povere Suore Scolastiche di San Francesco Serafico.
Inviato a combattere in Trentino, fu gravemente ferito sul Monte Coston: nel 1916 ricevette una medaglia d'argento al valor militare e fu congedato nel 1918 con il grado di sottotenente.
Nel 1917 aveva iniziato gli studi teologici a Vienna ma nel 1920 venne invitato a lasciare il seminario per le sue precarie condizioni di salute. Entrò allora nel noviziato dell'abbazia premostratense di Geras e il 20 ottobre 1920 ricevette l'abito religioso, assumendo il nome di Giacomo: il 20 ottobre 1921 emise la prima professione dei voti e il 23 luglio 1922 fu ordinato prete a Vienna.
Si dedicò alla cura d'anime e all'insegnamento della religione. Morì in sala operatoria durante un intervento per curarlo da una grave infezione dovuta alle antiche ferite di guerra.

## Culto
L'inchiesta diocesana per la causa di beatificazione di padre Kern fu aperta nel 1958 e si concluse nel 1985; l'11 luglio 1995 fu autorizzata la promulgazione del decreto sulle virtù eroiche del religioso, che divenne venerabile.
Il 7 luglio 1997 la Santa Sede riconobbe l'autenticità di un miracolo attribuito alla sua intercessione e papa Giovanni Paolo II lo proclamò beato nella Heldenplaz di Vienna il 21 giugno 1998, nel corso del suo viaggio apostolico in Austria.
La sua tomba si venera nella Jakob-Kern-Kapelle nella chiesa dell'abbazia premostratense di Geras.
Il suo elogio si legge nel Martirologio romano al 20 ottobre.